# Freeling
Freeling (1 325 habitants) est une localité en Australie-Méridionale située à 70 km au nord d'Adélaïde, la capitale de l'État.
Son économie repose actuellement sur la culture de céréales.